# Søllerød Atletik Club
Søllerød Atletik Club er en atletikklub i Søllerød i Nordsjælland. Klubben er en fælles overbygning af Holte Idrætsforening og Søllerød Nærum Idrætsklub et samarbejde med særlig henblik på landsturneringen, det danske holdmesterskab.
| Sport | Spire Denne artikel om sport er en spire som bør udbygges. Du er velkommen til at hjælpe Wikipedia ved at udvide den. |